# Сигурд Слембе
Сигурд по прякор „Слембе“ (ок.1100-12 ноември 1139) е претендент за трона на Норвегия, обявил се за незаконен син на Магнус III Босоногия. След като организира убийството на крал Харалд Гиле, се обявява за негов наследник, но не среща достатъчно поддръжка и в хода на последвалата гражданска война е убит.

### Ранни години
Израства в семейството на свещеника Адалбрикт и неговата съпруга Тора Сакседотир, която била сестра на една от наложниците на Магнус III Босоногия, и от малък бил определен за църковна служба и произведен в дякон. В норвежките саги е описан като много силен и смел мъж, но арогантен и свадлив, заради което си спечелил прякора Слембедякон (Злият дякон). Когато пораства, майка му му разкрива, че е незаконороден син на Магнус III. Сигурд напуска Норвегия и много пътува, посещава Йерусалим, живее на островите Оркни и в Шотландия в двора на крал Дейвид I.

### Гражданската война в Норвегия
През 1136 г. Сигурд Слембе се връща в Норвегия и заявява правата си над престола като изисква Харалд Гиле като негов полубрат да го признае за съвладетел. Харалд отказва и Слембе с помощта на верни хора организира една нощ убийството му в една от спалните на двореца. С това обаче си спечелва неприязънта на народа и е принуден да бяга и да се укрива. На трона се възкачват двамата невръстни синове на Харалд Гиле - Сигурд II Мун и Инге I Крокрюг, които си поделят страната. В опит да намери поддръжка Слембе измъква Магнус IV Слепия от манастира, в който е заточен, и с негова помощ набира голяма войска, но в последвалата битка с войските на Инге I търпят поражение и това ги принуждава да заминат да търсят помощ в Дания. Датският крал Ерик II се отзовава и ги снабдява с наемници. На 12 ноември 1139 г. се състояла голямата морска битка между претендентите за трона и малолетните норвежки крале. Слембе и Магнус IV разполагали с 30 кораба и датски воини, но независимо от численото превъзходство в хода на битката датчаните започнали да напускат бойното поле. В разразилата се битка Магнус Слепия бил убит с копие, а Слембе успява да скочи от кораба си и опитва да доплува до един от островите като се прикривал с щита си, за да не бъде разпознат, но въпреки това бил разкрит и заловен. Слембе бил предаден на роднините на един от убитите воини, които го подложили на жестоки мъчения – смазали ръцете и краката му със секири, смъкнали скалпа му и одрали кожата на гърба му. Слембе изтърпял мъченията без да трепне. Накрая счупили гръбнака му и вече мъртвото му тяло обесили, отсекли главата и затрупали трупа с камъни. По-късно обаче приятели на Слембе изровили останките му и ги отнесли в град Алаборг, където ги погребали в църквата Св. Мария.